# Élections législatives de 1986 en Indre-et-Loire
Les élections législatives françaises de 1986 ont lieu le 16 mars 1986. Dans le département d'Indre-et-Loire, cinq députés sont à élire dans le cadre d'un scrutin proportionnel par liste départementale à un seul tour.

## Élus
| Député élu      |  | Parti         |
| --------------- |  | ------------- |
| Jean Royer      |  | Divers droite |
| Raymond Lory    |  | UDF (CDS)     |
| Christiane Mora |  | PS            |
| Jean Proveux    |  | PS            |
| Bernard Debré   |  | RPR           |

## Listes en présence

### Extrême gauche (LO)
| N° | Candidats              | Parti | Parti | Principales fonctions |
| -- | ---------------------- | ----- | ----- | --------------------- |
| 01 | Chantal Sornin         |       | LO    | Employée SNCF         |
| 02 | Jean-Jacques Prodhomme |       | LO    | Ouvrier électricien   |
| 03 | Michel Deguet          |       | LO    | Employé SNCF          |
| 04 | Maryse Vallée          |       | LO    | Employée              |
| 05 | Sylvie Thiébaut        |       | LO    | Kinésithérapeute      |
|    |                        |       |       |                       |
| 06 | Patricia Chauvreau     |       | LO    | Vendeuse              |
| 07 | Marie-Claude Neveu     |       | LO    | Aide-soignante        |

### Extrême gauche (LCR)
| N° | Candidats           | Parti | Parti | Principales fonctions |
| -- | ------------------- | ----- | ----- | --------------------- |
| 01 | Raynaldo Ruiz       |       | LCR   | Typographe Mame       |
| 02 | Annie Babin         |       | LCR   | Infirmière            |
| 03 | Patrick Turcan      |       | LCR   | Cheminot              |
| 04 | Christiane Levieuge |       | LCR   | Institutrice          |
| 05 | Michel Auffray      |       | LCR   | Cheminot              |
|    |                     |       |       |                       |
| 06 | Michel Deslions     |       | LCR   | Infirmier             |
| 07 | Jacques Baloge      |       | LCR   | Enseignant            |

### Extrême gauche (MPPT)
| N° | Candidats            | Parti | Parti | Principales fonctions               |
| -- | -------------------- | ----- | ----- | ----------------------------------- |
| 01 | Luigi Mery           |       | MPPT  | Instituteur                         |
| 02 | José Médina          |       | MPPT  | Agent SNCF                          |
| 03 | Maurice Lauraux      |       | MPPT  | Professeur d’enseignement technique |
| 04 | Patrick Etesse       |       | MPPT  | Instituteur                         |
| 05 | Jean-Philippe Moreau |       | MPPT  | Agent des PTT                       |
|    |                      |       |       |                                     |
| 06 | Yvan Moquette        |       | MPPT  | Instituteur                         |
| 07 | Joël Ros             |       | MPPT  | Agent de conduite SNCF              |

### Parti communiste français
| N° | Candidats             | Parti | Parti | Principales fonctions                                                                                     |
| -- | --------------------- | ----- | ----- | --- |
| 01 | Marie-France Beaufils |       | PCF   | Conseillère générale du Canton de Saint-Pierre-des-Corps et maire de Saint-Pierre-des-Corps, institutrice |
| 02 | Jean-Marie Lepezel    |       | PCF   | Conseiller municipal de Chinon, agent EDF                                                                 |
| 03 | Lucette Chapeau       |       | PCF   | Adjointe au maire de Montlouis-sur-Loire, viticultrice                                                    |
| 04 | Pierre Texier         |       | PCF   | Employé, Tours                                                                                            |
| 05 | Jean-Jacques Leray    |       | PCF   | Employé PTT, Neuillé-Pont-Pierre                                                                          |
|    |                       |       |       | |
| 06 | Jean-Claude Guillon   |       | PCF   | Adjoint au maire de la Riche, bibliothécaire adjoint                                                      |
| 07 | Éric Simon            |       | PCF   | Conseiller municipal de Saint-Cyr-sur-Loire, agent de publicité                                           |

### Majorité présidentielle (PS-MRG)
| N° | Candidats         | Parti | Parti | Principales fonctions |
| -- | ----------------- | ----- | ----- | --- |
| 01 | Christiane Mora   |       | PS    | Députée sortante, conseillère régionale et conseillère municipale de Bléré, maître de Conférence à l'Université                                                                                            |
| 02 | Jean Proveux      |       | PS    | Député sortant, ancien conseiller général du Canton de Joué-lès-Tours, enseignant à l'Université |
| 03 | Jean-Michel Testu |       | PS    | Député sortant et conseiller municipal de Tours, ancien conseiller général du Canton de Tours-Nord-Ouest, directeur d'établissement spécialisé                                                             |
| 04 | Daniel Labaronne  |       | MRG   | Conseiller municipal de Tours, assistant d'économie à l'Université |
| 05 | Yves Dauge        |       | PS    | Conseiller général du Canton de Chinon et maire de Saint-Germain-sur-Vienne, urbaniste, Président de la commission interministérielle de coordination des grandes opérations d'architecture et d'urbanisme |
|    |                   |       |       | |
| 06 | Arlette Bosch     |       | PS    | Conseillère municipale de Tours, institutrice |
| 07 | Yves Maveyraud    |       | PS    | Conseiller général du Canton de Preuilly-sur-Claise et maire de Preuilly-sur-Claise, directeur d'école |

### Mouvement des démocrates
| N° | Candidats           | Parti | Parti | Principales fonctions      |
| -- | ------------------- | ----- | ----- | -------------------------- |
| 01 | Jean-Louis Simon    |       | MDD   | Conseiller juridique       |
| 02 | Jacques Briault     |       | MDD   | Cadre honoraire de la SNCF |
| 03 | Marie-Pia de Decker |       | DVE   | Mère de famille            |
| 04 | Bernard Christen    |       | MDD   | Ancien commerçant          |
| 05 | Jacques Dokouzlian  |       | MDD   | Avocat                     |
|    |                     |       |       |                            |
| 06 | Catherine Thomas    |       | MDD   | Mère de famille            |
| 07 | Louis Bouchon       |       | DVE   | Technicien aux PTT         |

### Opposition (RPR-PR-CNI)
| N° | Candidats         | Parti | Parti  | Principales fonctions |
| -- | ----------------- | ----- | ------ | --- |
| 01 | Bernard Debré     |       | RPR    | Chirurgien des hôpitaux et professeur à la faculté de médecine                                                                                |
| 02 | James Bordas      |       | UDF-PR | Conseiller régional, conseiller général du Canton de Chambray-lès-Tours et maire de Chambray-lès-Tours, directeur de la Chambre d'Agriculture |
| 03 | Jean Savoie       |       | RPR    | Maire de Pouzay, entrepreneur de travaux publics                                                                                              |
| 04 | Max Ménard        |       | UDF    | Maire de Chambourg-sur-Indre |
| 05 | Andrée Baugé      |       | UDF-PR | Adjointe au maire de Descartes |
|    |                   |       |        | |
| 06 | Hubert de la Cruz |       | DVD    | Conseiller municipal d'Azay-sur-Cher |
| 07 | Daniel Philippot  |       | CNI    | Maire de Neuvy-le-Roi |

### Opposition (DVD-CDS-PRV)
| N° | Candidats          | Parti | Parti   | Principales fonctions                                                                                    |
| -- | ------------------ | ----- | ------- | --- |
| 01 | Jean Royer         |       | DVD     | Député sortant, conseiller général du Canton de Tours-Ouest et maire de Tours, ancien ministre, retraité |
| 02 | Raymond Lory       |       | UDF-CDS | Conseiller général du Canton de Joué-lès-Tours-Nord et maire de Joué-lès-Tours, commerçant               |
| 03 | Jean-Paul Diacre   |       | DVD     | Vétérinaire, conseiller général du canton de Loches, maire de Loches                                     |
| 04 | Marcel Priou       |       | DVD     | Chef d'entreprise, maire de Chinon                                                                       |
| 05 | Jean-Marie Chardon |       | DVD     | Retraité, maire de Neuillé-Pont-Pierre                                                                   |
|    |                    |       |         | |
| 06 | Christiane Vallée  |       | DVD     | Institutrice, adjointe au maire de Saint-Nicolas-de-Bourgueil                                            |
| 07 | Monique Mercier    |       | DVD     | Adjointe au maire de Fondettes                                                                           |

### Opposition (DVD-UNIR)
| N° | Candidats               | Parti | Parti      | Principales fonctions                                        |
| -- | ----------------------- | ----- | ---------- | ------------------------------------------------------------ |
| 01 | Jean-Pierre Luciani     |       | DVD (UNIR) | Principal de collège, conseiller municipal de Joué-lès-Tours |
| 02 | Jackie Robert           |       | DVD        | Cadre SNCF                                                   |
| 03 | Marie-Joseph Delingette |       | DVD        | Mère de famille, adjointe au maire de Veretz                 |
| 04 | Marc Comeau-Montasse    |       | DVD        | Architecte urbaniste                                         |
| 05 | Jacques Pouillault      |       | DVD        | Commerçant, conseiller municipal de Saint-Pierre-des-Corps   |
|    |                         |       |            |                                                              |
| 06 | Alain Malherbe          |       | DVD        | Cadre de banque                                              |
| 07 | Francine Blottin        |       | DVD        | Agent technique, conseillère municipale de Cinq-Mars-la-Pile |

### Front national
| N° | Candidats           | Parti | Parti | Principales fonctions                                                            |
| -- | ------------------- | ----- | ----- | -------------------------------------------------------------------------------- |
| 01 | Jean Verdon         |       | FN    | Directeur administratif et commercial                                            |
| 02 | Marie-Renée Maissen |       | FN    | Agricultrice                                                                     |
| 03 | Jacques Audouin     |       | FN    | Gérant de société                                                                |
| 04 | Guy Corbineau       |       | FN    | Gynécologue obstétricien                                                         |
| 05 | José Magro          |       | FN    | Aiguilleur principal                                                             |
|    |                     |       |       |                                                                                  |
| 06 | Jean-André Hervieux |       | FN    | Colonel retraité                                                                 |
| 07 | Emile Paccard       |       | FN    | Directeur honoraire de la Banque de France, conseiller municipal d'Azay-sur-Cher |

## Résultats

### Résultats à l'échelle du département
| Liste Parti politique | Liste Parti politique | Tête de liste         | Tour unique | Tour unique | Sièges |
| Liste Parti politique | Liste Parti politique | Tête de liste         | Voix        | %           | Sièges |
| --------------------- | --- | --------------------- | ----------- | ----------- | ------ |
|                       | Liste de rassemblement pour la Touraine Divers droite (CDS - PRV)                                                          | Jean Royer            | 82 097      | 32,77       | 2      |
|                       | Pour une majorité de progrès avec le président de la République Parti socialiste (MRG)                                     | Christiane Mora       | 82 013      | 32,73       | 2      |
|                       | Union pour le renouveau de la Touraine Rassemblement pour la République (PR - CNI)                                         | Bernard Debré         | 43 152      | 17,22       | 1      |
|                       | Liste de Rassemblement national présentée par le Front national Front national                                             | Jean Verdon           | 17 584      | 7,02        | 0      |
|                       | Liste présentée par le Parti communiste français Parti communiste français                                                 | Marie-France Beaufils | 15 929      | 6,36        | 0      |
|                       | Liste Lutte ouvrière Lutte ouvrière                                                                                        | Chantal Sornin        | 3 777       | 1,51        | 0      |
|                       | Rassemblement des démocrates Mouvement des démocrates (ECO - PSD)                                                          | Jean-Louis Simon      | 2 656       | 1,06        | 0      |
|                       | Liste indépendante d'opposition nationale Divers droite (UNIR)                                                             | Jean-Pierre Luciani   | 1 562       | 0,62        | 0      |
|                       | Liste du Mouvement pour un parti des travailleurs Indre-et-Loire Extrême gauche (Mouvement pour un parti des travailleurs) | Luigi Mery            | 1 134       | 0,45        | 0      |
|                       | Liste LCR Ligue communiste révolutionnaire                                                                                 | Raynaldo Ruiz         | 648         | 0,26        | 0      |
|                       | |                       |             |             |        |
| Inscrits              | Inscrits | Inscrits              | 343 952     | 100,00      | 5      |
| Abstentions           | Abstentions | Abstentions           | 78 912      | 22,94       |        |
| Votants               | Votants | Votants               | 265 040     | 77,06       |        |
| Blancs et nuls        | Blancs et nuls | Blancs et nuls        | 14 488      | 5,47        |        |
| Exprimés              | Exprimés | Exprimés              | 250 552     | 94,53       |        |